# Cantó d'Envermeu
El cantó d'Envermeu és un cantó francès del departament del Sena Marítim, situat al districte de Dieppe. Té 30 municipis i el cap és Envermeu.

## Municipis
- Assigny
- Auquemesnil
- Avesnes-en-Val
- Bailly-en-Rivière
- Bellengreville
- Biville-sur-Mer
- Brunville
- Dampierre-Saint-Nicolas
- Douvrend
- Envermeu
- Freulleville
- Glicourt
- Gouchaupre
- Greny
- Guilmécourt
- Les Ifs
- Intraville
- Meulers
- Notre-Dame-d'Aliermont
- Penly
- Ricarville-du-Val
- Saint-Aubin-le-Cauf
- Saint-Jacques-d'Aliermont
- Saint-Martin-en-Campagne
- Saint-Nicolas-d'Aliermont
- Saint-Ouen-sous-Bailly
- Saint-Quentin-au-Bosc
- Saint-Vaast-d'Équiqueville
- Sauchay
- Tourville-la-Chapelle

## Història
| Data d'elecció                           | Identitat     | Partit                                     | Qualitat |
| ---------------------------------------- | ------------- | ------------------------------------------ | -------- |
| 1945-1952                                | M. Assire     | rad.                                       |          |
| 1952-1958                                | M. Delaunay   | Divers droite                              |          |
| 1958-2001                                | Paul Caron    | Divers droite, després CD, després UDF-CDS |          |
| 2001-                                    | Gérard Picard | Divers droite, després UMP                 |          |
| les dades anteriors no són pas conegudes |               |                                            |          |
|                                          |               |                                            |          |

## Demografia
| A partir de 1990: Població sense dobles comptes |